# Dinastia Na Champassak
Familia Na Champassak (în laoțiană ນະ ຈຳປາສັກ; în thailandeză ณ จัมปาศักดิ์) a fost o importantă familie regală laoțiană, descendentă a lui Chao Yuttithammathon (Kham Souk), al XI-lea rege al Regatului Champassak ai cărei membri importanți îi include pe Prințul Boun Oum na Champassak și pe Prințul Sisouk na Champassak. Familia Na Champassak a fost dinastia conducătoare din fostul regat Champassak, cu teritorii care ajungeau pe ambele maluri ale râului Mekong.

## Istorie
Pentru a respinge încercările lui Setthathirath al II-lea, nepotul regelui Suliyavongsa, de a unifica Regatul Lan Xang prin includerea Vientiane și Loung Prabang, regele Loung Prabangului a cerut ajutor din Siam. Prin urmare, regele Siamului a acordat independența Loung Prabang față de Lan Xang. Ca și vărul său, regele Loung Prabangului, prințul Nokasat Song a refuzat să recunoască domnia lui Setthathirath II. Nepot al regelui Suliyavongsa, prințul a plecat din Vientiane spre sudul Laosului după întoarcerea Setthathirath II. El a cerut regelui Siamului să recunoască independența Champassakului față de Lan Xang. Lan Xang a fost astfel împărțită încă și mai mult în trei regate mici.
În timpul domniei regelui Anouvong al regatului Vientiane, Anouvong l-a pus pe fiul său prințul Nyô pe tronul Champassakului. În timpul rebeliunii regelui Anouvong împotriva Siamului, fosta familie regală a Champassak a început o răscoală împotriva prințului Nyô în timp ce acesta lupta împotriva forțelor siameze în Issan. Întorcându-se în Champassak, prințul Nyô a a scăpat cu greu din orașul rebel. Această fugă nu a durat prea mult întrucât foștii conducători l-au urmărit și l-au predat Siamului. Regele Siamului a decis ca fosta familie regală să revină să domnească peste Champassak.
Numele Champassak a fost dat de Vajiravudh, regele Siamului, descendenților lui Chao Yuttithammathon (Kham Souk), cel de-al XI-lea rege al regatului Champassak. Ei și-au luat numele de la orașul Champassak, la care s-a adăugat prefixul particulei nobiliare na care semnifică a unui fost regat sau al unui stat subordonat Siamului.  Aceștia sunt descendenți din conducătorii regatului Champassak și sunt și membri ai dinastiei Khun Lo, care a fost înființată de Khun Lo, legendarul fondator al orașului Luang Prabang. Inițial, a fost transliterat în limba engleză ca Na Champasakdi. În timpul celei mai mari părți a secolului al XIX-lea regatul Champassak a fost vasal Bangkokului, dar nu a fost o parte integrantă din Siam.

## Putere și bogăție
Familia Champassak a fost una dintre cele mai importante și mai bogate familii din Laos. Împreună cu alte familii conducătoare din sudul Laosului și de oameni de afaceri chinezi care făceau comerț cu opiu, au dominat viața politică și economică în sudul Laosului. La un moment dat au fost un simbol național și s-au grupat în jurul prințului Boun Oum na Champassak.

## Membri importanți
- Regele Ratsadanay, ultimul rege al regatului Champassak. A decedat în iunie 1946.
- Chao Boun Oum na Champassak, Prim Ministru al Laosului. A decedat în 1981 în Franța
- Prințul Sisouk na Champassak -fost ministru de Finanțe și al Apărării, Secretar General al Guvernului Regal al Laosului. Autor al cărții Furtună peste Laos. A decedat în 1985, în Santa Ana, California, SUA.